# Porotrichum macrocarpum
Porotrichum macrocarpum là một loài Rêu trong họ Neckeraceae. Loài này được (Brid.) Paris miêu tả khoa học đầu tiên năm 1898.